# Vincent (Jura)
Vincent korábbi község (település) Franciaországban, Jura megyében. 2016. április 1-jén Froideville községgel egyesült és Vincent-Froideville új község része lett.
Lakosainak száma 317 fő (2013). Vincent Froideville, Desnes, Commenailles, Lombard és Ruffey-sur-Seille községekkel határos.

## Népesség
A település népessége az elmúlt években az alábbi módon változott:
| Lakosok száma | 214  | 192  | 169  | 163  | 203  | 226  | 323  | 317  |
|               | 1962 | 1968 | 1975 | 1982 | 1990 | 1999 | 2008 | 2013 |